# Enas Al-Ghoul
Enas Al-Ghoul o Inas al-Ghul (en àrab, إيناس الغول) (Khan Yunis, 1974) és una enginyera agrícola, activista humanitària i inventora palestina. Especialista en el desenvolupament rural i la promoció d'iniciatives mediambientals a la Franja de Gaza, ha destacat internacionalment per haver liderat projectes de reciclatge i per haver desenvolupat ginys amb energia solar que aborden l'escassetat d'aigua i d'energia durant les crisis humanitàries.

## Trajectòria
L'any 2020, Al-Ghoul endegà un projecte anomenat Ibra wa Sinara (traduïble com a 'Fil a l'agulla') i centrat en el reciclatge de materials de rebuig com els tèxtils, el cuir, la fusta i el metall. La iniciativa, liderada per cinc dones —dues de les quals amb discapacitat auditiva— produïa roba, bosses i mobles a partir de la recerca prèvia de la mateixa Al-Ghoul, que havia detectat com els residus tèxtils i de pell eren els més habituals a la Franja de Gaza. El projecte promogué una creixent consciència ambiental i el reciclatge a través de tallers comunitaris i sessions de formació.
Tres anys després, eixamplà els esforços de reciclatge amb la presentació de nous programes de formació i reunions comunitàries dirigides a dones en zones rurals. Els tallers estaven adreçats a explicar a les participants les diferents tècniques de reciclatge i els beneficis ambientals que duien associats i destacaren per haver reeixit pel que fa a reptes logístics, com ara la disponibilitat d'electricitat de Gaza, limitada a unes poques hores diàries.
Quan es desencadenà la guerra entre Israel i Gaza l'octubre de 2023, que comportà una situació titllada de genocidi contra la població palestina, Al-Ghoul desenvolupà un dispositiu de dessalinització activat per energia solar que aprofitava materials senzills com la fusta, el vidre i lones plàstiques com la tarpaulina. Dissenyà el giny per a convertir l'aigua de mar en aigua potable, atesa l'escassetat crítica per la destrucció de la infraestructura a Khan Yunis. També ideà una cuina amb energia solar i continuà produint altres artefactes amb materials reciclats per a alleugerir les necessitats dels desplaçats de guerra.
L'activisme humanitari i alhora climàtic li fou reconegut el desembre del 2024, quan la corporació de radiotelevisió britànica BBC la inclogué en la seva llista de dones més influents del món d'aquell any, la BBC 100 Women.